# Cyperus ohwii
Cyperus ohwii är en halvgräsart som beskrevs av Georg Kükenthal. Cyperus ohwii ingår i släktet papyrusar, och familjen halvgräs. Inga underarter finns listade i Catalogue of Life.